# Cryptonevra tarsata
Cryptonevra tarsata är en tvåvingeart som först beskrevs av Fallen 1820.  Cryptonevra tarsata ingår i släktet Cryptonevra och familjen fritflugor. Inga underarter finns listade i Catalogue of Life.